# Acranthera hirtostipula
Acranthera hirtostipula är en måreväxtart som beskrevs av Theodoric Valeton. Acranthera hirtostipula ingår i släktet Acranthera och familjen måreväxter. Inga underarter finns listade i Catalogue of Life.